# Lobus pandai
Lobus pandai är en tvåvingeart som beskrevs av Joseph och Parui 1999. Lobus pandai ingår i släktet Lobus och familjen rovflugor. Inga underarter finns listade i Catalogue of Life.